# СОФИН
СОФИН («Союз освобождения финских народностей») — широко известное дело, сфабрикованное в 1932—1933 гг. постоянным представительством ОГПУ по Нижегородскому краю.
В феврале 1932 года Кузебай Герд (удмуртский поэт, прозаик, драматург, общественный деятель) был вызван на первые «беседы» к приехавшему из Горького следователю — начальнику 2-го отдела ОО ПП ОГПУ по Горьковскому краю А. Д. Антоновскому, который отвёз его в Горький. В мае он был вновь вызван в Горький, где арестован 13 мая 1932 года по обвинению в руководстве контрреволюционной организацией: общество «Бӧляк», которое стало, по сценарию ОГПУ, основой для СОФИН, деятельность которого якобы была направлена на отторжение Удмуртской АО и других финно-угорских автономий (Марийской, Мордовской, Карельской, Коми-Зырянской) от СССР, создание «Единой финно-угорской федерации под протекторатом Финляндии», связи с эстонскими и финскими дипломатами, шпионаж в пользу этих стран, подготовку терактов (по делу проходили также Д. А. Батиев, В. И. Лыткин, В. П. Налимов, С. А. Попов, А. А. Чеусов, М. Т. Маркелов (эрзя, этнограф, фольклорист, финно-угровед).
Суду предавались 28 человек, а по отдельным делам, имевшим отношение к «СОФИНу», ещё три человека.